# Serie B 1950/1951
Soutěžní ročník Serie B 1950/1951 byl 19. ročník druhé nejvyšší italské fotbalové ligy. Konal se od 10. září 1950 do 24. června 1951. 
Nejlepším střelcem se stal opět italský hráč Ettore Bertoni (Legnano), který vstřelil 25 branek.

## Události
Počet zúčastněných týmů se snížil z 22 na 21. Začátek ligy byl narušen případem z utkání ze Serie C Messina-Cosenza z minulé sezony. Messina byla podezřelá z korupce a byl tak suspendován a dočasně vyloučen. Jenže kvůli nedostatečným důkazům byl omilostněn a odložené kola byla dohrána v jiném termínu.
O čtyři body vyhrál soutěž SPAL, který byl v čele již od 12. kola před Legnanem a oba tak již 4 kola před koncem slavily postup do Serie A. Pro tým SPALu to byl první postup, zatímco Legnano po 20 letech. Fanfulla získal šestým místem nejvyšší umístění ve své historii . Sestup do Serie C znamenal pro Spezii, Bari, Seregno, Cremonese a Anconitana, která prohrála v posledním kole doma 0:12 s Brescii.

## Účastníci
| Klub        | Město         | Stadion                      | Trenér | Minulá sezona                            |
| ----------- | ------------- | ---------------------------- | --- | ---------------------------------------- |
| Anconitana  | Ancona        | Stadio Dorico                | Giovanni Degni (1.–6. kolo) Giostra (7. kolo) Giovanni Corbjons | 1. místo ve skupině C v Serii C (postup) |
| Bari        | Bari          | Stadio della Vittoria        | Federico Allasio (1.–7. kolo) Ambrogio Alfonso + Raffaele Costantino (8.–12. kolo) Mario Sandron (13.–19. kolo) Francesco Capocasale + Raffaele Costantino (20.–21. kolo) Paolo Giammarco (22. kolo) Pietro Piselli (23.–24. kolo) Paolo Giammarco (25. kolo) Raffaele Costantino | 19. místo v Serii A (sestup)             |
| Benátky     | Benátky       | Stadio Pierluigi Penzo       | Felice Arienti (1.–18. kolo) Sandro Puppo | 20. místo v Serii A (sestup)             |
| Brescia     | Brescia       | Stadium di viale Piave       | Imre Senkey | 6. místo v Serii B                       |
| Catania     | Catania       | Stadio Cibali                | Lajos Politzer (1. –15. kolo) Lajos Politzer Nereo Marini | 12. místo v Serii B                      |
| Cremonese   | Cremona       | Stadio Giovanni Zini         | Renato Bodini + József Bánás (1. –18. kolo) Mazzolari (19. –21. kolo) Guido Dossena | 13. místo v Serii B                      |
| Fanfulla    | Lodi          | Stadio Dossenina             | Ercole Bodini | 16. místo v Serii B                      |
| Legnano     | Legnano       | Stadio di via Carlo Pisacane | Ugo Innocenti + Héctor Puricelli | 3. místo v Serii B                       |
| Livorno     | Livorno       | Stadio Comunale              | Alfonso Ricciardi | 8. místo v Serii B                       |
| Messina     | Messina       | Stadio Giovanni Celeste      | Oronzo Pugliese (1. –7. kolo) Carlo Rigotti | 1. místo ve skupině D v Serii C (postup) |
| Modena      | Modena        | Stadio Comunale              | Imre Senkey | 5. místo v Serii B                       |
| Pisa        | Pisa          | Stadio Arena Garibaldi       | Giovanni Garbo (1. –11. kolo) Giovanni Garbo + József Ging (12. kolo) József Ging (13. –31. kolo) Mario Nicolini | 9. místo v Serii B                       |
| Reggiana    | Reggio Emilia | Stadio Mirabello             | Giuseppe Antonini | 17. místo v Serii B                      |
| Salernitana | Salerno       | Stadio Comunale              | Walter Crociani (1. –33. kolo) Rudolf Hiden + Walter Crociani | 13. místo v Serii B                      |
| Seregno     | Seregno       | Stadio Ferruccio Trabattoni  | Giuseppe Mandelli | 1. místo ve skupině A v Serii C (postup) |
| Siracusa    | Siracusa      | Stadio Vittorio Emanuele III | Mario Perazzolo | 9. místo v Serii B                       |
| SPAL        | Ferrara       | Stadio Comunale              | Antonio Janni | 4. místo v Serii B                       |
| Spezia      | La Spezia     | Stadio Alberto Picco         | Sergio Bertoni | 6. místo v Serii B                       |
| Treviso     | Treviso       | Stadio Comunale              | Antonio Bisigato (1. –7. kolo) Nereo Rocco | 1. místo ve skupině B v Serii C (postup) |
| Verona      | Verona        | Stadio Marcantonio Bentegodi | Alfredo Mazzoni | 9. místo v Serii B                       |
| Vicenza     | Vicenza       | Stadio Romeo Menti           | Fulvio Bernardini | 13. místo v Serii B                      |

## Tabulka
| Poř. | Tým         | Z  | V  | R  | P  | VG | OG | B  |
| ---- | ----------- | -- | -- | -- | -- | -- | -- | -- |
| 1.   | SPAL        | 40 | 25 | 8  | 7  | 74 | 37 | 58 |
| 2.   | Legnano     | 40 | 24 | 6  | 10 | 89 | 47 | 54 |
| 3.   | Modena      | 40 | 17 | 13 | 10 | 73 | 49 | 47 |
| 4.   | Livorno     | 40 | 19 | 9  | 12 | 67 | 53 | 47 |
| 5.   | Siracusa    | 40 | 18 | 8  | 14 | 62 | 47 | 44 |
| 6.   | Fanfulla    | 40 | 18 | 6  | 16 | 69 | 61 | 42 |
| 7.   | Catania     | 40 | 17 | 8  | 15 | 63 | 63 | 42 |
| 8.   | Benátky     | 40 | 15 | 12 | 13 | 62 | 65 | 42 |
| 9.   | Brescia     | 40 | 18 | 5  | 17 | 69 | 49 | 41 |
| 10.  | Verona      | 40 | 16 | 9  | 15 | 69 | 58 | 41 |
| 11.  | Vicenza     | 40 | 17 | 7  | 16 | 65 | 58 | 41 |
| 12.  | Pisa        | 40 | 16 | 9  | 15 | 46 | 50 | 41 |
| 13.  | Reggiana    | 40 | 15 | 10 | 15 | 48 | 53 | 40 |
| 14.  | Salernitana | 40 | 15 | 10 | 15 | 57 | 65 | 40 |
| 15.  | Messina     | 40 | 16 | 7  | 17 | 50 | 48 | 39 |
| 16.  | Treviso     | 40 | 15 | 9  | 16 | 56 | 55 | 39 |
| 17.  | Spezia      | 40 | 14 | 8  | 18 | 44 | 61 | 36 |
| 18.  | Bari        | 40 | 9  | 13 | 18 | 51 | 75 | 31 |
| 19.  | Seregno     | 40 | 10 | 10 | 20 | 42 | 67 | 30 |
| 20.  | Cremonese   | 40 | 8  | 12 | 20 | 36 | 68 | 28 |
| 21.  | Anconitana  | 40 | 4  | 9  | 27 | 32 | 95 | 17 |

Poznámky
- Z = Odehrané zápasy; V = Vítězství; R = Remízy; P = Prohry; VG = Vstřelené góly; OG = Obdržené góly; B = Body
- za výhru 2 body, za remízu 1 bod, za prohru 0 bodů.
- při rovnosti bodů se rozhodovalo na základě poměru gólů (vstřelené góly ÷ obdržené góly).

|  | Postup do Serie A |
|  | Sestup do Serie C |

## Střelecká listina
| Pořadí | Jméno              | Klub        | Branky |
| ------ | ------------------ | ----------- | ------ |
| 1.     | Ettore Bertoni     | Brescia     | 25     |
| 2.     | Lorenzo Bettini    | Brescia     | 22     |
| 2.     | Bruno Micheloni    | Siracusa    | 22     |
| 4.     | Renato Brighenti   | Modena      | 21     |
| 5.     | Fabrizio Bartolini | Livorno     | 20     |
| 5.     | Pietro Broccini    | Benátky     | 20     |
| 7.     | Antonio Giorgetti  | Salernitana | 19     |
| 7.     | Andrea Marzani     | Fanfulla    | 19     |
| 7.     | Silvano Pravisano  | Legnano     | 19     |
| 10.    | Bruno Quaresima    | Vicenza     | 18     |